# Dark Project: Deadly Shadows
Pour les articles homonymes, voir Thief.
 (décembre 2018).
Si vous disposez d'ouvrages ou d'articles de référence ou si vous connaissez des sites web de qualité traitant du thème abordé ici, merci de compléter l'article en donnant les références utiles à sa vérifiabilité et en les liant à la section « Notes et références ».
Dark Project: Deadly Shadows (Thief: Deadly Shadows aux États-Unis) est un jeu d'infiltration développé par Ion Storm et édité par Eidos Interactive en 2004 pour PC et Xbox.
Après la fermeture de Looking Glass Studios, le studio Ion Storm, dont plusieurs membres sont des anciens de chez Looking Glass, rachète les droits de la série pour créer ce troisième épisode.
Paru en 2004, le jeu continue dans la lancée de ses prédécesseurs, avec cependant un moteur graphique grandement amélioré et plusieurs nouveautés. Des nouveaux objets viennent s'ajouter à l'inventaire du personnage tandis que d'autres disparaissent. La possibilité de se déplacer dans la ville pour aller d'une mission à une autre relie entre eux les niveaux et donc le scénario. On y incarne toujours Garrett dans une vue en 3D subjective ou en première personne, au choix. Cependant cette fois, les français n'auront pas la chance d'avoir un doublage, les voix restant les voix originales, et le seul choix proposé aux joueurs est un sous-titrage.
Le scénario du jeu se déroule toujours dans un univers médiéval mélangé à des éléments fantastiques.